# Vladyslav Jemec'
Vladyslav Jevhenovyč Jemec' (in ucraino Владислав Євгенійович Ємець?; Charkiv, 9 settembre 1997) è un calciatore ucraino, difensore del Kolos Kovalivka.

## Carriera
Nel 2015 viene acquistato dallo Zorja, che nel gennaio 2018 lo gira in prestito all'Avanhard Kramators'k, con cui trascorre un biennio nella seconda divisione ucraina. Nel gennaio 2020 viene prestato al Kolos Kovalivka; il 23 febbraio 2020 ha esordito in Prem"jer-liha, in occasione dell'incontro vinto per 1-2 contro l'Oleksandrija. Rientrato alla base agli inizi del 2021, con lo Zorja non viene quasi impiegato, disputando solo due incontri, di cui uno in campionato e un altro in coppa, per poi nel 2022 essere acquistato a titolo definitivo proprio dal Kolos Kovalivka.

## Statistiche

### Presenze e reti nei club
Statistiche aggiornate al 3 marzo 2023.
| Stagione                    | Squadra                     | Campionato                  | Campionato | Campionato | Coppe nazionali | Coppe nazionali | Coppe nazionali | Coppe continentali | Coppe continentali | Coppe continentali | Altre coppe | Altre coppe | Altre coppe | Totale | Totale |
| Stagione                    | Squadra                     | Comp                        | Pres       | Reti       | Comp            | Pres            | Reti            | Comp               | Pres               | Reti               | Comp        | Pres        | Reti        | Pres   | Reti   |
| --------------------------- | --------------------------- | --------------------------- | ---------- | ---------- | --------------- | --------------- | --------------- | ------------------ | ------------------ | ------------------ | ----------- | ----------- | ----------- | ------ | ------ |
| gen.-giu. 2018              | Avanhard Kramators'k        | 1L                          | 10         | 0          | CU              | -               | -               |                    | -                  | -                  |             | -           | -           | 10     | 0      |
| 2018-2019                   | Avanhard Kramators'k        | 1L                          | 26         | 1          | CU              | 0               | 0               |                    | -                  | -                  |             | -           | -           | 26     | 1      |
| 2019-gen. 2020              | Avanhard Kramators'k        | 1L                          | 18         | 0          | CU              | 1               | 0               |                    | -                  | -                  |             | -           | -           | 19     | 0      |
| Totale Avanhard Kramators'k | Totale Avanhard Kramators'k | Totale Avanhard Kramators'k | 54         | 1          |                 | 1               | 0               |                    | -                  | -                  |             | -           | -           | 55     | 1      |
| gen.-giu. 2020              | Kolos Kovalivka             | PL                          | 4+8        | 0          | CU              | -               | -               |                    | -                  | -                  |             | -           | -           | 12     | 0      |
| lug.-dic. 2020              | Kolos Kovalivka             | PL                          | 6          | 0          | CU              | 1               | 0               | UEL                | 2                  | 0                  |             | -           | -           | 9      | 0      |
| Totale Kolos Kovalivka      | Totale Kolos Kovalivka      | Totale Kolos Kovalivka      | 10+8       | 0          |                 | 1               | 0               |                    | 2                  | 0                  |             | -           | -           | 21     | 0      |
| gen.-giu. 2021              | Zorja                       | PL                          | 1          | 0          | CU              | 1               | 0               | UEL                | -                  | -                  |             | -           | -           | 2      | 0      |
| 2022-2023                   | Kolos Kovalivka             | PL                          | 7          | 0          |                 | -               | -               |                    | -                  | -                  |             | -           | -           | 7      | 0      |
| Totale carriera             | Totale carriera             | Totale carriera             | 80         | 1          |                 | 3               | 0               |                    | 2                  | 0                  |             | -           | -           | 85     | 1      |